# A mesterlövész (videójáték)
A mesterlövész (eredeti lengyel címén Snajper, angolul Sniper: Path of Vengeance) egy 2002-es lengyel belső nézetű lövöldözős számítógépes játék, amit Andrzej Wilewski készített a Mirage Interactive számára, Magyarországon a Cenega, míg az USA-ban a Xicat Interactive forgalmazta. Főszereplője Dominick Trulione (fedőneve: a Vadász), a bérgyilkos. Egy megbízás után börtönbe kerül, ahol testébe halálos drogot juttatnak. Miután megszökik a börtönből, őt irányítva elkezdünk az ellenszer után nyomozni. Bár nemzetközi szinten megbukott, a játék Magyarországon az egyik legkorábbi internetes mémmé vált, miután szerepelt a Rossz PC Játékok Sorozatban, és 2008-ban egy időre a MediaMarkt játékeladási listáin is megszerezte az első helyet.

## A játékmenet és hibái
A játék egy olyan küldetéssel kezdődik, ahol egy embert le kell lőni, akit négy rendőr őriz. Itt még nem találkozunk olyan brutális hibákkal, kivétel a „hasbeszélő Jack Umbrella”, a válogatós prosti, és a szinte láthatatlan mesterlövész. A börtönös pályákon egyértelművé válnak a játék durva hibái. Például az ajtók nyitáskor, illetve záráskor a fizika törvényeinek ellentmondanak, és néhány ellenfél ki-be járkál a zárt ajtókon. Ugrás közben a guggolás gomb gyors egymás utáni nyomogatásával egy rosszul megírt funkció kihasználása válik lehetővé, ami a repülés. Ezzel a módszerrel a Lázadó című pálya a közös terembe való látogatás nélkül is teljesíthető. Számos másik pályán is csak úgy át lehet repülni szabadon. A börtönös rész utolsó pályája a Menekülés, ahol további durva hibák vannak. A helikopter furcsán zuhan le, a busz, ha a játékos belelő, akkor vérzik. A menekülés is egy érdekesen kivitelezett manőver a busszal, ugyanis keskeny helyen két 90°-os kanyar is szerepel benne, ennek ellenére hatalmas sebességgel vágódik ki a kapun, ami később nyílik ki, mint ahogy ő beleszáguld. Ezek után néhány gumibot ütéssel felrobbantható a busz.
Az orosz maffia elleni harcban találkozhatunk színes ruhás maffiózókkal, hátukon rossz helyesírású „I lowe Lenin” felirattal, valamint Lenin-képeket láthatunk a polgármester palotájában. Később megjelennek a lebegő fegyverek és ellenfelek, valamint a nikotinmániás őrök, akiknek haláluk után a cigaretta az orrukban köt ki. Többnyire gyakran ha túl közel vagyunk az ellenséghez, azok nem tudnak lelőni. Van, hogy objektumok tűnnek el távolság vagy nézőszögváltás hatására. Az érdekesen kidolgozott halálanimációkat gyakran megmosolyogtató hanghatások kísérik, valamint több olyan pályarész van, ahová ha halálunk után visszatölt minket a játék, nem tudunk továbbjutni, mivel a kulcsfontosságú ajtó nem nyílik ki még egyszer.
A játék egy szintén legendás része a fémdetektor, ami a hiedelemmel ellentétben a játék során egyszer megszólal. Ha a gép még nem találkozott a játékkal, feltelepítjük, és először visszük végig, akkor ad ki hangot. Az utolsó pálya befejezésének léteznek alternatív változatai is, szintén a hibák miatt. A játékba bele is lehet piszkálni, mint például összecserélni a fegyvereket a neveikkel, tehát még a biztonságra sem ügyeltek. A játékban végig jelen vannak a bamba őrök és a szélvédett szobában a széltől lebegő nyakkendők és szobanövények.
Szintén kultusszá vált Stella, egy a játékban szereplő rettenetesen csúnyára megrajzolt női karakter is, kinek feje érthetetlen okokból gyakran megfordul a saját tengelye körül.

### Pályák

#### Kezdés
- Előszó

#### Börtön
- A Lázadó
- Keress fedezéket!
- Találj kiutat!
- A menekülés

#### A város
- Álmos üreg
- Az utcán
- A polgármesternél
- A kulisszák mögött
- Az öreg kolostor
- Bullseye kocsma
- A titkos átjáró

#### Csatornák
- Alagutak
- Sötétség
- Közel a szabadság

#### Kínai negyed
- Égő város
- A templom
- A gyár

#### A felhőkarcoló
- Utolsó ítélet
- Felhőkarcoló
- A küzdelem
- Harcmezők
- Vadászat a vadászra
- lnIn4
- Kínzókamrák
- Leszámolás: Dominik és Don Mario harca.

### Fegyverek
- Rendőrségi gumibot
- Kézigránát (M2)
- Glock 17-es 9x19mm-es pisztoly
- Smith & Wesson revolver
- Sörétes vadászpuska (Mossberg 500 vagy Remington 870)
- SIG 553 Commando 5.56x45mm-es rövidített gépkarabély
- Ingram (valójában egy MAC-10)
- HK-21 7.62x52mm (golyószóró, a játékban a "HK-G8" nevet kapta)
- M-14 7.62x51mm (mesterlövészpuska, valóságban szakasztámogató fegyver)
- P90 5.7x28mm (lézerrel és optikai irányzékkal felszerelt ún. önvédelmi (gép) fegyver (PDW))

Ezen fegyverek erejét növelni lehet, ahogy a szintlépéskor kapott pontokat osztjuk el. Szintlépés automatikusan történik, ha kellő számú ellenfelet öltünk meg. (maximálisan elérhető pontszám 30)

### Ellenségek
- Börtön: rendőrök, kommandósok
- A város: rendőrök, maffiózók, bandatagok
- Kínai negyed: kínai harcosok
- A felhőkarcoló: olasz maffiózók, kommandósok
- fegyverrel ellátott laboránsok az utolsó 2 pályán

### Főbb karakterek
- Dominick Trulione (az eredeti lengyel változatban Jacek Mason[6]), a Vadász: ő a főszereplő, bérgyilkos. Magyar hangja Berzsenyi Zoltán.
- Jack Umbrella: Trulione megbízója. Nagyon jó „hasbeszélő”. Magyar hangja Imre István.
- Stella: főszereplő. Magyar hangja Téglás Judit.
- Nico: a Bullseye kocsma csaposa, aki nagyon hasonlít Butterbeanre, a volt nehézsúlyú bokszolóra. Magyar hangja szintén Imre István.
- Marloni: öreg maffiózó a blokkoknál. Magyar hangja Imre István.
- Tong Pao: a kínai maffia vezére.
- Don Mario: a maffia főnöke
- Polgármester: Don Vasylnek dolgozik. Magyar hangja Széles Tamás.
- Örömlány: magyar hangja Sági Tímea.
- Jack: magyar hangja Seder Gábor.
- Rabok: magyar hangjuk Széles Tamás.
- Rendőrök: magyar hangjuk Seder Gábor és Szokol Péter.

## A játék készítése
2013-ban a játékot bemutató Rossz PC Játékok Sorozat készítője, FreddyD két másik videóssal, Benyoboy-jal és Visorral közösen interjút készített a játék fő programozójával, Andrzej Wilewskivel a játékkal kapcsolatban. E során derült ki, hogy A mesterlövészt eredetileg horrorjátéknak szánták, amiben a főhős nyomozóként látogat el frissen elhunyt emberek rémálmaiba. Ekkor még 9 volt a játék címe, mivel a főhősnek 9 gyilkosságot kellett volna felderítenie. A történet időközben viszont megváltozott, a projektből egy bűnözős-lövöldözős játék lett, azonban továbbra is egy komolyabb környezettet szerettek volna teremteni a sztorihoz. A játékot átnevezték RatHuntra, majd ahogy haladt előre a fejlesztése megkapta A mesterlövész nevet.
Wilewski a játék legtöbb bugját és hibáját az annak alapját adó Lithtech motornak tulajdonítja, ami a játék fejlesztésének idejében még félkész státuszban sem volt (emiatt nem volt például a lámpával felszerelt puskáknak fénye). Azonban a fő oknak a csődközelbe került Mirage Interactive-ot jelölte meg, akik sürgették a játék kiadását, pedig Wilewski szerint még két hónap kellett volna nekik befejezni azt.

## Fogadtatás
A játék egybehangzóan negatív kritikákat kapott, a Metacritic összesítése szerint 6 kritikus átlagosan mindössze 100-ból 31 pontra értékelte. Magyarországon sem ért el sikereket egészen addig, amíg a FreddyD nevű felhasználó által készített Rossz PC Játékok Sorozat ismertté nem tette. A rengeteg hiba, a szürreális kinézet és a kifogásolható szinkron viszont lassan népszerűvé tette a rajongók körében, így az eladási listákon is egyre előkelőbb helyet ért el, végül a MediaMarkt PC-játék eladási listáján megszerezte az első helyet. Később a PC Guru nevű számítógépes újság DVD-mellékletében is szerepelt egy ízelítő a játékból.

## Hardver- és szoftverigény
- Rendszerigény: Windows XP, Windows Me , Windows 2000 vagy Windows 98 (a játék nem fut sem Windows 95-ön, sem pedig a Windows NT-n)
- Pentium III 600 MHz
- 128 MB RAM
- 4x CD-ROM/DVD-ROM
- 1.2 GB HDD
- DirectX 8.1 kompatibilis 16 MB-os 3D grafikus gyorsító kártya
- DirectX 8.1 kompatibilis hangkártya
- Billentyűzet
- Egér[4]